# Tasiocera (Dasymolophilus) jenkinsoni
Tasiocera (Dasymolophilus) jenkinsoni is een tweevleugelige uit de familie steltmuggen (Limoniidae). De soort komt voor in het Palearctisch gebied.